# Tricentra unimacula
Tricentra unimacula är en fjärilsart som beskrevs av Paul Dognin 1911. Tricentra unimacula ingår i släktet Tricentra och familjen mätare. Inga underarter finns listade i Catalogue of Life.